# Józef (biskup Boliwii)
Józef (ur. 7 marca 1976) – duchowny Koptyjskiego Kościoła Ortodoksyjnego, od 2006 biskup Boliwii.

## Życiorys
23 sierpnia 1995 złożył śluby zakonne. Święcenia kapłańskie przyjął 3 października 2000. Sakrę biskupią otrzymał 11 czerwca 2006.